# كارولين فارينا
كارولين فارينا (بالإنجليزية: Carolyn Farina)‏ هي ممثلة أمريكية، ولدت في 1964 في الولايات المتحدة.

## أعمال

### أفلام
- (1993) عصر البراءة

## وصلات خارجية
- كارولين فارينا على موقع IMDb (الإنجليزية)
- كارولين فارينا على موقع قاعدة بيانات الفيلم (الإنجليزية)